# Jonas da Silva Santos
Jonas da Silva Santos (sinh ngày 20 tháng 2 năm 1998) là một cầu thủ bóng đá người Brasil.

## Sự nghiệp câu lạc bộ
Jonas da Silva Santos hiện đang chơi cho Tochigi SC.